# غالش كلا (دابوي الجنوبي)
غالش کلا (بالفارسية: گالش‌کلا) هي قرية تقع في إيران في قسم دابوي الجنوبی الريفي. يقدر عدد سكانها بـ 447 نسمة .